# Plumbago europaea
La belesa o dentelaria (Plumbago europaea) es una planta de la familia de las plumbagináceas.

## Descripción
Planta perenne, arbustiva, de color verde oscuro, de 30-120 cm de altura. Tallo anguloso, por la base tendido y leñoso, por la parte superior, erecto y muy ramificado. Ramas laterales tiesas. Hojas alternas, de 5-9 cm de largo, las inferiores con el pecíolo alado, más o menos ovaladas, de 3-4,5 cm de ancho, las medias sésiles, auriculadas, abrazadoras, más o menos lanceoladas, de 1,5-4 cm de ancho, onduladas, con dientes glandulosos, raramente con el pecíolo glanduloso. Inflorescencias en espiga, con muchas flores. Cáliz tubular, con 5 dientes, con el pedúnculo claramente glanduloso. Corola tubular, con ribete de 5 lóbulos, de 1 cm de ancho aproximadamente. 5 estambres libres.

## Hábitat
Lugares secos y abiertos. Terrenos baldíos.

## Distribución
En el Mediterráneo y en Europa meridional.

## Nombre común
- Castellano: altabaca, belesa, blesa, dentalaria, dentaria, dentelaria, hierba belesa, hierba blesa, hierba del cáncer, hierba del cáncer, hierba de San Antonio, hierba matapeces, hoja de belesa, hoja de la belesa, matapeces, mata rabiosa, palomillos de agua, plumbago, tabaco de monte, tripolio, velesa, verdoliva, yerba blesa, yerba del cáncer.[2]

## Sinonimia
- Plumbago floribunda Gand. [1880, Dec. Pl. Nov. III : 16]
- Plumbago breviflora Gand. [1880, Dec. Pl. Nov. III : 15]
- Plumbago angustifolia Spach [1838, Ann. Sci. Nat. Bot., sér. 2, 10 : 337]
- Plumbago undulata Moench [1802, Meth., Suppl. : 153] [nom. illeg.]
- Plumbago purpurea Salisb.[3]